# Franz Eher Nachfolger
Franz Eher Nachfolger GmbH («Franz Eher y Sucesores, S.R.L.»), generalmente conocida como Eher-Verlag («Editorial Eher»), fue la principal casa editorial del Partido Nazi y una de las empresas de libros y periódicos más importantes de la Alemania nazi. Tras el final de la Segunda Guerra Mundial, en 1945 la editorial fue incautada e ilegalizada por los Aliados.
Además de los principales diarios en manos del partido, el Völkischer Beobachter y el Illustrierter Beobachter, los editores también imprimían novelas, mapas, libros de canciones, y calendarios. El libro Mein Kampf, escrito por Adolf Hitler mientras estuvo en la Prisión de Landsberg, también fue publicado por la empresa a partir de 1925, a través de muchas ediciones y millones de copias. La editorial tuvo su sede central en Múnich, contando también con sedes secundarias en Berlín o Viena.

## Historia
Franz Eher Verlag fue originalmente fundada por Franz Eher en Múnich el 2 de diciembre de 1901, y tras la muerte de Eher sería Rudolf von Sebottendorf quien se hiciera con las riendas de la editorial. Fue adquirida por el Partido nazi el 17 de diciembre de 1920, a través de Anton Drexler, y con dinero proporcionado por Franz Ritter von Epp, posiblemente procedentes de los fondos especiales del Reichswehr. Finalmente, en noviembre de 1921 Hitler se convirtió en el accionista mayoritario de la editorial.
A partir de 1922 Max Amann, destacado líder nazi, se convirtió en el director de la editorial.
Tras el ascenso al poder de los nazis, en 1933, estos empezaron a hacerse con el control de un gran número de periódicos, publicaciones y editoriales. El Partido nazi compró muchas de las editoriales propiedad del millonario y líder de extrema derecha Alfred Hugenberg. En 1934, tras numerosas presiones de los líderes nazis, Eher Verlag adquirió Ullstein Verlag, una importante editorial alemana propiedad de una familia judía. Hacia 1940 Eher Verlag era una de las principales propietarias de periódicos del mundo y probablemente el más lucrativo del mundo, los ingresos particulares de Amann subieron de 108.000 marcos en 1934 a 3.800.000 marcos en 1942.
Tras el final de la contienda y la derrota de Alemania, el 29 de octubre de 1945 la editorial fue prohibida por las autoridades aliadas de ocupación. Los edificios y la propiedad intelectual de la empresa (incluyendo los derechos de autor de Mein Kampf) fueron transferidos al gobierno de Baviera. En 1952 la editorial fue liquidada definitivamente.